# Mary-Jess Leaverland
Mary-Jess Leaverland (Gloucester, 28 marzo 1990) è una cantautrice britannica.

## Biografia
Mary-Jess Leaverland è salita alla ribalta nel dicembre 2009, quando ha vinto il talent show televisivo cinese Min Xing Chang Fan Tian. Tornata nel Regno Unito, ha firmato un contratto discografico con la Decca Records. Il suo album di debutto è stato pubblicato ad agosto 2011 ed ha raggiunto la 57ª posizione della Official Albums Chart. Si è imbarcata per un tour britannico a supporto del disco ed ha poi contribuito alla colonna sonora di Downton Abbey con il brano Did I Make the Most of Loving You?. Nel 2013 si è esibita al Cheltenham Music Festival e tre anni più tardi è uscito il suo secondo album Prayer to a Snowflake, di genere natalizio, anch'esso supportato da un tour nazionale.

## Discografia

### Album in studio
- 2011 – Shine
- 2016 – Prayer to a Snowflake

### Singoli
- 2011 – Are You The Way Home?
- 2011 – Glorious
- 2011 – Heaven Is Empty
- 2016 – I Fell in Love with a Snowman
- 2016 – The Sound of Christmas (con Rhydian)